# Třída João Belo
Třída João Belo byly fregaty portugalského námořnictva. Fregaty jsou postaveny jako modifikovaných verzi francouzské třídy Commandant Rivière. Postaveny byly celkem čtyři jednotky této třídy. Portugalsko již všechny vyřadilo, přičemž dvě fregaty zakoupila Uruguay.

## Stavba
Plavidla navrhla a postavila francouzská loděnice A.C. de Bretagne v Nantes.
Jednotky třídy João Belo:
| Jméno                      | Založení kýlu     | Spuštěna           | Dodání             | Status |
| -------------------------- | ----------------- | ------------------ | ------------------ | --- |
| João Belo (F480)           | 6. září 1965      | 22. března 1966    | 1. července 1967   | Vyřazena 2008, dne 8. dubna 2008 zařazena uruguayským námořnictvem jako Uruguay (ROU 01), vyřazena 12. srpna 2022.           |
| Hermenegildo Capelo (F481) | 13. května 1966   | 29. listopadu 1966 | 26. dubna 1968     | Vyřazen 2004. |
| Roberto Ivens (F482)       | 13. prosince 1966 | 11. srpna 1967     | 23. listopadu 1968 | Vyřazen 1998. |
| Sacadura Cabral (F483)     | 18. srpna 1967    | 15. března 1968    | 25. července 1969  | Vyřazena 2008, dne 8, dubna 2008 zařazena uruguayským námořnictvem jako Cte. Pedro Campbell (ROU 02), vyřazen prosinec 2015. |

## Konstrukce

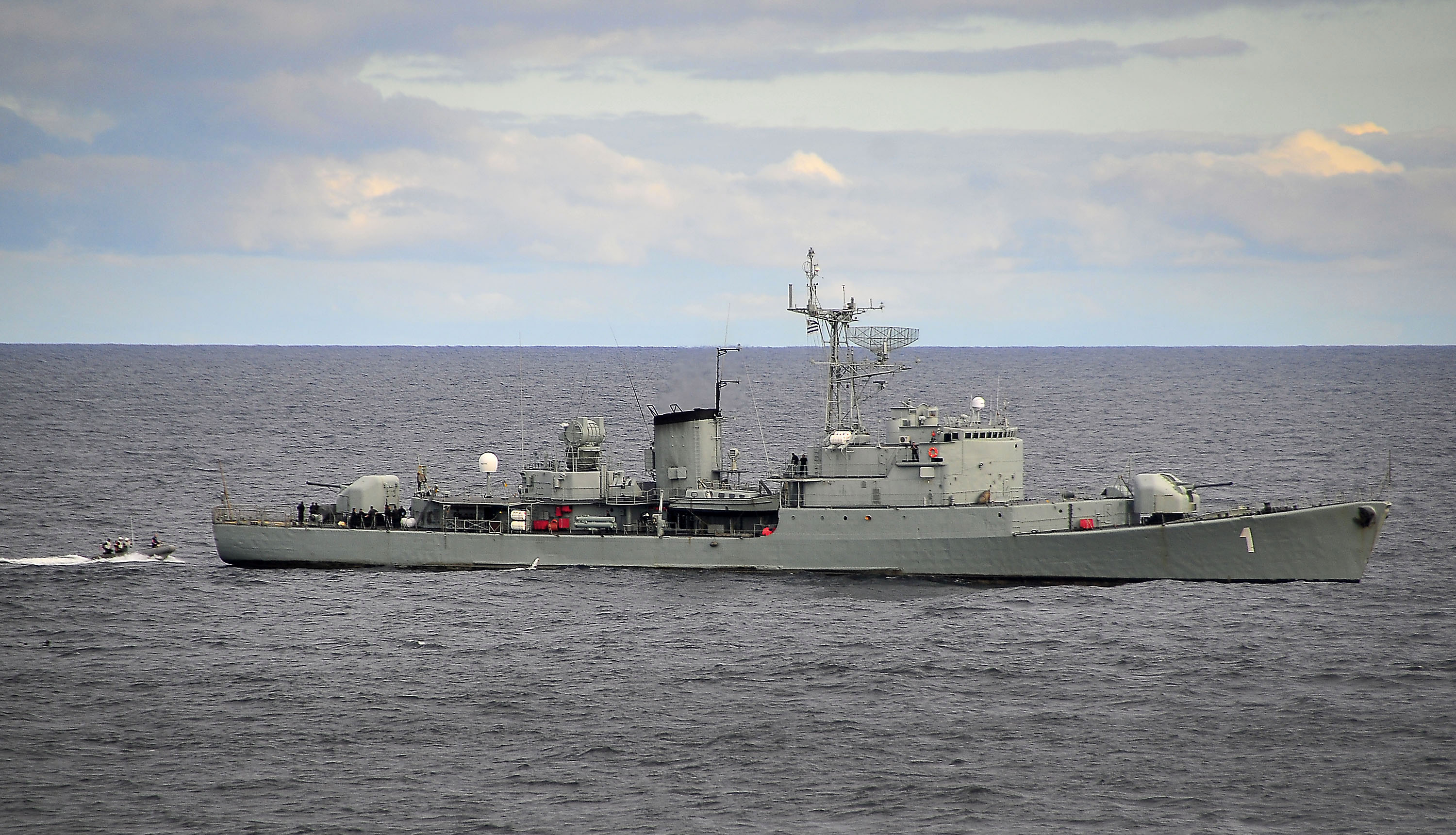
Uruguay (ROU 1)

Hlavňovou výzbroj tvořily tři 100mm kanóny Creusot-Loire v jednodělových věžích, dva 40mm kanóny Bofors, šest 550mm torpédometů a čtyři protilodní střely MM.38 Exocet. Plavidla pohánějí čtyři diesely SEMT Pielstick 12PC2 V400 o celkovém výkonu 16 000 hp, pohánějící dva lodní šrouby. Nejvyšší rychlost dosahuje 36 uzlů. Dosah je 7500 námořních mil při rychlosti 15 uzlů.